# Carey Mulligan
Carey Mulligan (Westminster (Londen), 28 mei 1985) is een Britse actrice. Voor haar rol als Jenny Mellor in An Education (2009) won ze een BAFTA Award voor beste vrouwelijke hoofdrol. Tevens werd ze voor deze rol genomineerd voor de Academy Award voor Beste Actrice. Ook voor haar rol in Promising Young Woman werd ze genomineerd voor een Oscar en won ze een Critics Choice Award.

## Biografie
Carey Mulligan werd geboren in Westminster (Londen) als dochter van een hoteleigenaar en een docente Welsh. Op haar derde verhuisde ze met haar familie naar Duitsland, waar haar vader de leiding kreeg over de Europese tak van de InterContinental Hotels Group. 
Ze maakte haar acteerdebuut in 2005 als Kitty Bennet in Pride and Prejudice. Daarna speelde ze lang als theateractrice in het Londense Royal Court Theatre. Tevens speelde ze in verschillende televisieseries zoals Agatha Christie's Marple en Doctor Who. 
2009 betekende de definitieve doorbraak voor Mulligan. In dat jaar speelde ze in Public Enemies, An Education en Brothers, een remake van de Deense film Brødre.

### Privé
Op 21 april 2012 trouwde Mulligan met de Britse muzikant Marcus Mumford van Mumford & Sons. Als kind waren zij penvrienden en ze vonden elkaar als volwassenen weer terug. In september 2015 verwelkomden zij hun eerste kind, een dochter. In augustus 2017 werd hun zoon geboren.